# Ful·lerita
La ful·lerita també anomenada buckminsterful·lerè, ful·lerè o fullerita, és un mineral de la classe dels elements natius. S'anomena així per Richard Buckminster Fuller (1895-1983), un arquitecte i visionari nord-americà que va il·lustrar la morfologia molecular dels ful·lerens. És un al·lòtrop del carboni. La informació sobre el mineral ha estat publicada però no aprovada per la IMA.

## Classificació
La ful·lerita es troba classificada en el grup 1.CB.05c segons la classificació de Nickel-Strunz (1 per a Elements natius; C per a Semimetalls i no-metalls i B per a família carboni - silici; el nombre 05c correspon a la posició del mineral dins del grup). En aquesta classificació comparteix grup amb el grafit, chaoïta, diamant, lonsdaleïta i silici natiu. En la classificació de Dana el mineral es troba al grup 1.3.5.5 (1 per a Elements natius i aliatges i 3 per a Semi metalls i no-metalls; 5 i 5 corresponen a la posició del mineral dins del grup). Dins la classificació de Dana comparteix grup amb el grafit, la chaoïta, el diamant i la lonsdaleïta.

## Propietats
La ful·lerita presenta una lluïssor vítria i és de color negre, així com la ratlla. La seva duresa en l'escala de Mohs és de 3,5.

## Formació i jaciments
Va ser descrita originalment a Shun'ga, a la República de Karelia (Rússia) i als basaltoides de Gissar, a Viloyati Sogd (Tadjikistan). Apareix en fàcies d'esquist verd carbonàcies en roques metamòrfiques precambrianes.